# Pavel Šturma
Pavel Šturma (* 21. července 1963 v Praze) je český právník, advokát a vysokoškolský pedagog, který se zabývá mezinárodním právem.

## Život
Právnické vzdělání získal v letech 1981–1985 na Právnické fakultě Univerzity Karlovy, titul doktor práv (JUDr.) obdržel v roce 1985, poté v letech 1986–1992 vystudoval ještě filozofii a ekonomii na Filozofické fakultě Univerzity Karlovy.
V roce 1990 byl vědeckým pracovníkem v Ústavu státu a práva, následoval studijní pobyt na Univerzitě Paris II (Pantheon-Assas) a v roce 1992 stáž v Radě Evropy ve Štrasburku, poté pracoval na Sekretariátu OSN. Od roku 1995 vyučuje mezinárodní právo na Právnické fakultě UK, na které se v roce 1996 habilitoval (získal titul docent) a katedru mezinárodního práva vede od roku 1997. Titul profesor mu prezident republiky udělil v roce 2002. Je také doktorem věd (DrSc.).
K roku 2011 byl proděkanem Právnické fakultě Univerzity Karlovy v Praze a tamtéž vedoucím katedry mezinárodního práva. Také působí jako hostující profesor na řadě evropských univerzit (Paříž, Teram, Bratislava a další). Česká republika jej nominovala jako kandidáta na člena Komise pro mezinárodní právo na období 2012–2016, zvolen byl v listopadu 2011 na Valném shromáždění OSN v New Yorku.
Kromě toho společně s JUDr. Benešem, advokátem z Ostravy, provozuje advokátní kancelář v oblasti mezinárodního obchodního a veřejného práva. Je autorem mnoha publikací, zejména z oblasti mezinárodního práva lidských práv, mezinárodního trestního práva, humanitárního práva, odpovědnosti státu, smluvního práva.